# North Providence
North Providence è una città degli Stati Uniti d'America, nella Contea di Providence, nello Stato del Rhode Island.
La popolazione era di 32.078 abitanti nel censimento del 2010.

## Geografia fisica
Secondo i rilevamenti dello United States Census Bureau, la città si estende su un'area di 15 km² di cui solo il 2.07% è rappresentato da acqua (principalmente il Woonasquatucket River).
Attorno alla città si trovano diversi altri villaggi come Allendale, Centredale, Fruit Hill, Greystone, Louisquisset, Lymansville, Marieville, Woodville e Geneva.
North Providence confina con Providence a sud, con Johnston a ovest, con Smithfield e Lincoln a nord, e con Pawtucket ad est.

## Storia

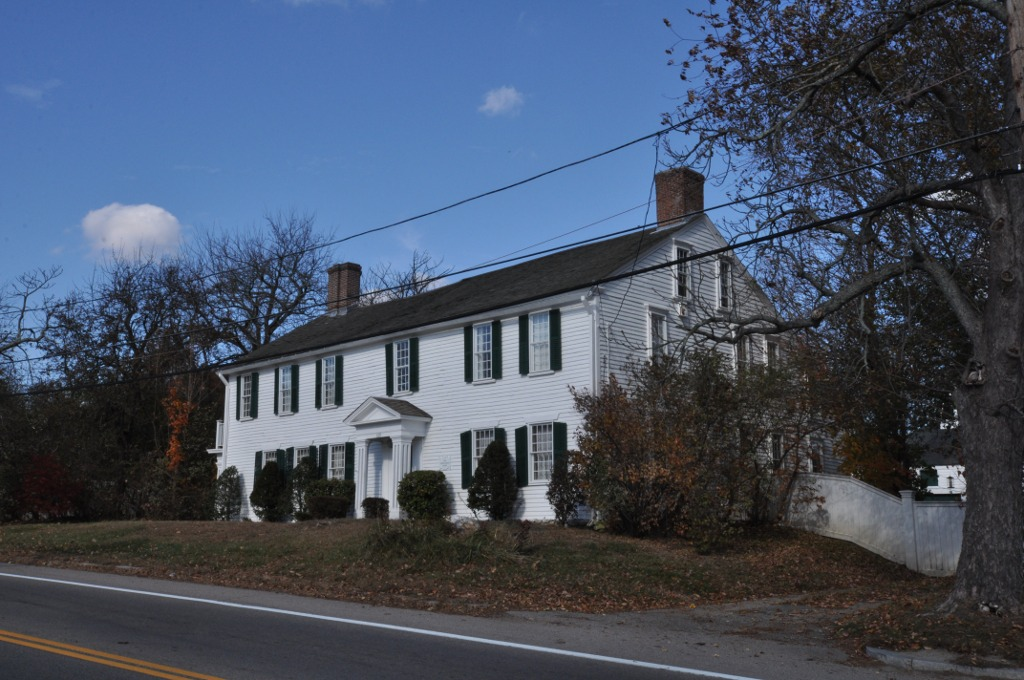
La Joseph Smith House oggi

La città venne fondata nel 1636 dal teologo puritano ed esploratore Roger Williams. I primi coloni che qui si insediarono costruirono delle case con pietra locale come ad esempio la Joseph Smith House (1705) che ancora oggi sopravvive ed è inclusa nel National Register of Historic Places.
Il borgo venne successivamente riconosciuto come villaggio indipendente nel 1765, distaccandosi da quelle che ora sono le città di Providence e Pawtucket tramite una petizione di contadini locali che chiese di autogovernarsi a causa del malgoverno in cui vessavano. Il 13 giugno 1765, dunque, la città venne riconosciuta ufficialmente indipendente anche se la situazione venne riportata per breve tempo allo status precedente nel 1767 per insistenza del governo cittadino di Providence ed il fatto si ripeté nuovamente tra il 1873 ed il 1874. Quest'ultima temporanea annessione privò la città di North Providence di buona parte del proprio territorio che passò alla vicina Pawtucket.

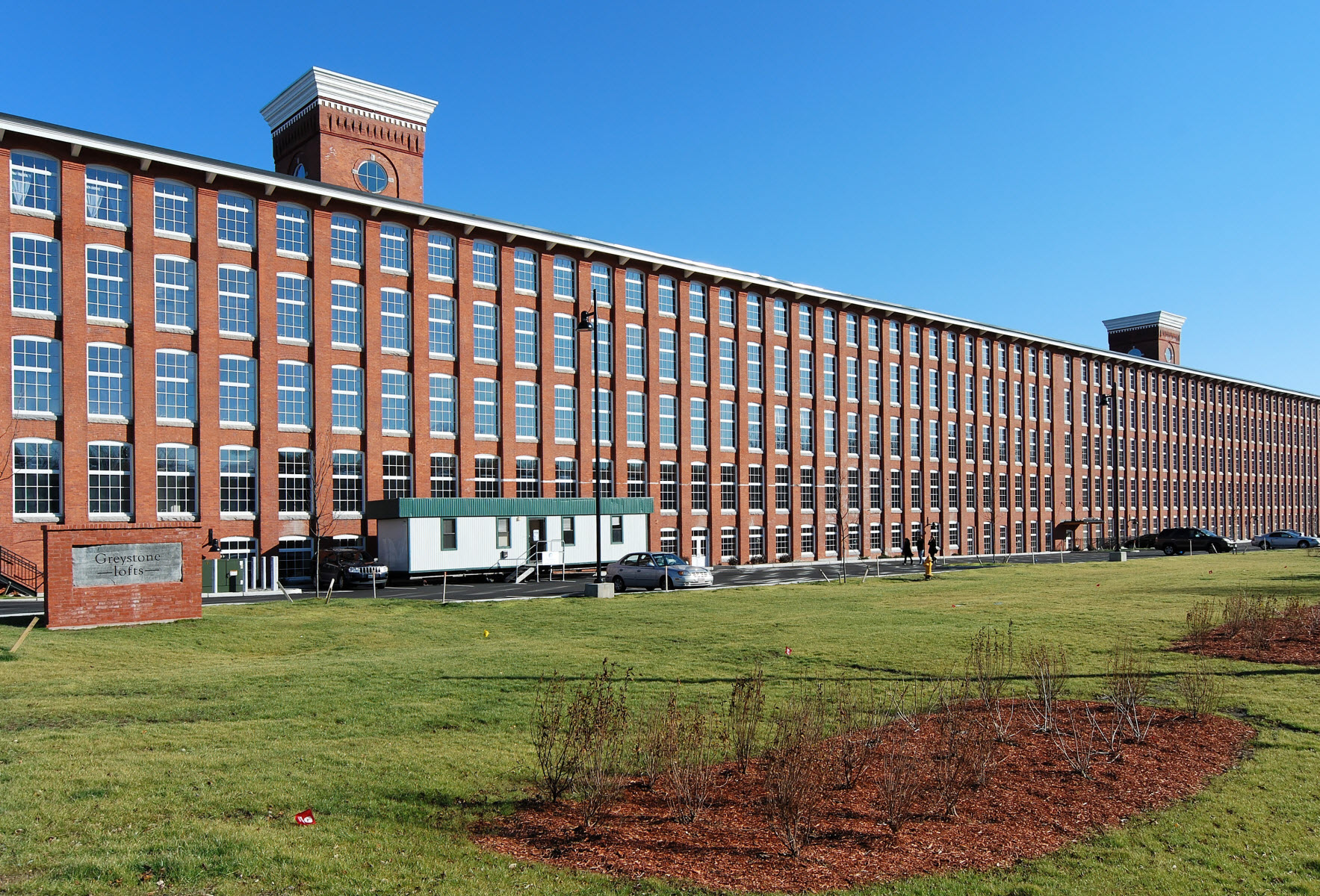
Il complesso di tessitura di Greystone Mills

Il moderno sistema stradale della città, invece, venne creato a partire dal 1805.
La città crebbe a partire dal XIX secolo come centro industriale e produttivo dell'area e, soprattutto nella prima metà del Novecento, l'area di Centredale Manor rimase contaminata da sversi di industrie tessili e chimiche nel suolo e nel vicino Woonasquatucket River. Nel 2000 la United States Environmental Protection Agency dichiarò che un'area di 36.000 m² che includeva parti di Centredale Manor e Brook Village era da considerarsi a rischio e doveva pertanto essere bonificata.

## Cultura

### Istruzione
La città dispone di 7 scuole elementari, 2 scuole medie e 1 scuola superiore.

### Teatro
Il primo teatro cittadino, costruito negli anni '60 dell'Ottocento, venne costruito nella cosiddetta Armory Hall sino a quando questa non bruciò completamente a causa di un incendio nel 1892.

## Popolazione
Abitanti censiti

## Amministrazione
Il primo municipio cittadino venne costruito nel 1879 ma esso accoglieva perlopiù un collegio di anziani. North Providence elesse il suo primo sindaco nel 1974. Da quel momento in poi, la città è stata governata da un sindaco e sette membri del consiglio cittadino.
La città ha avuto in tutto sino ad oggi quattro sindaci:
| # | Nome                  | Foto | Carica  | Partito politico | Inizio mandato | Fine mandato | Note                                        |
| - | --------------------- | ---- | ------- | ---------------- | -------------- | ------------ | ------------------------------------------- |
| 1 | Salvatore Sal Mancini |      | Sindaco | Democratico      | 1974           | 1994         |                                             |
| 2 | Richard G. Fossa      |      | Sindaco | Democratico      | 1994           | 1996         |                                             |
| 3 | A. Ralph Mollis       |      | Sindaco | Democratico      | 1996           | 2007         | Eletto Segretario di Stato per Rhode Island |
| 4 | Charles A. Lombardi   |      | Sindaco | Democratico      | 2007           | in carica    |                                             |